# Beke Péter (labdarúgó)
Beke Péter (Budapest, 2001. március 14.–) magyar utánpótlás-válogatott labdarúgó, a Nyíregyháza Spartacus játékosa.

## Pályafutása

### Klubcsapatokban
2009-ben a Vasas akadémiáján kezdte pályafutását, majd a Dalnoki Akadémiára igazolt. 2012-ben a Ferencváros utánpótlásához került, ahol egészen 2017-ig játszott.
2017 nyarán külföldre, a németországi Hamburg csapatához igazolt, ahol végigjárta az utánpótlás csapatokat, majd a második csapatban is bemutatkozhatott.
2021 nyarán hazaigazolt Magyarországra, ahol az első osztályú Zalaegerszeggel kötött hároméves megállapodást.
2022. január 26-án bejelentették, hogy aláírt a Budafokhoz. A 2023-as magyar kupa-elődöntőben, a Vasas ellen mesterhármast szerzett.
2023. június 19-én bejelentették, hogy a Pakshoz igazolt.

### A válogatottban
2016 és 2019 között rendszeresen tagja volt az utánpótlás válogatottaknak.

## Sikerei, díjai
Nyíregyháza Spartacus
 NB II bajnok (1) : 2023–24